# Eulophiella elisabethae
Eulophiella elisabethae là một loài thực vật có hoa trong họ Lan. Loài này được Linden & Rolfe mô tả khoa học đầu tiên năm 1891.